# Рустамли, Надир Рашид оглы
Нади́р Раши́д оглы́ Рустамли́ (род. 8 июля 1999) — азербайджанский певец, победитель конкурса «Голос Азербайджана». Представитель Азербайджана на песенном конкурсе «Евровидение-2022». В 2019 году представлял Азербайджан на Международном песенном конкурсе «Youthvision», где занял второе место среди 21 участника.

## Биография
Надир Рустамли родился 8 июля 1999 года в Сальянах. В 2005—2016 годах учился в сальянской средней школе № 3. В 2016 году Рустамли поступил на факультет управления бизнесом Азербайджанского университета туризма и менеджмента, который окончил в 2021 году. Музыкой певец стал заниматься ещё в детстве. В школьное время семь лет учился на фортепиано и сольфеджио в музыкальной школе имени Гулу Аскерова. Профессионально занимается плаванием.

## Карьера
В 2017 году Рустамли стал участником республиканского песенного фестиваля «Студенческая весна», где занял второе место. В 2019 году Надир снова принял участие в этом же конкурсе и выиграл его.
В 2021—2022 годах Надир принял участие в азербайджанской версии конкурса «Голос» (команда Эльдара Касимова, победителя «Евровидение-2011»), где стал победителем.
В 2022 году был избран представителем Азербайджана на песенном конкурсе «Евровидение-2022».
В 2023 году принял участие в песенном телешоу «Маска» в образе Пламени и занял четвёртое место.